# Los mundos de Yupi
Los mundos de Yupi  es una serie de televisión infantil emitida en España por La 1 de Televisión Española entre el 18 de abril de 1988 y el 27 de marzo de 1991. El espacio sustituyó a Barrio Sésamo y su formato era idéntico a este. Supuso el debut en televisión como actriz de Isabel Ordaz y Lara de Miguel.

## Personajes
Los personajes principales de la serie eran Yupi (Consuelo Molina) y Astrako (Alfonso Vallejo), una pareja de extraterrestres que recordaban a los personajes de Barrio Sésamo Espinete y Don Pimpón (Vallejo era de hecho quien daba voz a Don Pimpón). Otros personajes que aparecían en la serie eran el robot P-Goto (Pegoto) así como las marionetas (al estilo Muppet de Jim Henson) de Stiri y Grou, los científicos Pi y Tágoras y la pareja Tuco y Canica.

## Argumento

### 1.ª etapa
Debido a unos desperfectos en la nave espacial en la que viajan a través del espacio, Yupi y Astrako, procedentes del planeta Tacatón, se ven obligados a aterrizar en la Tierra, en el barrio de una localidad en la que permanecerán a la espera de reparar la nave. Allí consiguen ganarse la amistad de todos los vecinos. Los episodios transcurren en el pueblo y los exteriores donde está estacionada la nave de Yupi y Astrako. El hilo principal de esta temporada es la búsqueda de combustible que les sirva para volver a su planeta.

### 2.ª etapa
Yupi y Astrako, junto con algunos de sus amigos de la Tierra, se suben a una nueva nave que llega al pueblo, y que los llevará hacia un planeta desconocido. Las aventuras transcurren en el interior de la nave espacial y los acompañan el robot P-Goto (Sara Matute), el hada Anube (Marina Carresi) y Martín (Luis Barbero), un terrícola que llegó al planeta muchos años atrás.

### 3.ª etapa (Los cuentos de Yupi)
Aparece Yupi en fragmentos de 5 minutos donde hace la entradilla a un cuento, que interpretan las marionetas de la serie. El cuento es un programa diferente de "Los mundos de Yupi".

## Episodios
| N.º | Título                                          | Fecha de emisión        |
| --- | ----------------------------------------------- | ----------------------- |
| 1   | "La Llegada"                                    | 18 de abril de 1988     |
| 2   | "Mamá Gallina"                                  | 21 de abril de 1988     |
| 3   | "Vuelve a casa, Yupi"                           | 4 de mayo de 1988       |
| 4   | "Vaya papelón"                                  | 5 de mayo de 1988       |
| 5   | "Un día sin escuela"                            | 9 de mayo de 1988       |
| 6   | "El misterio de la sombra"                      | 18 de mayo de 1988      |
| 7   | "El mejor amigo del perro"                      | 23 de mayo de 1988      |
| 8   | "Los lechuguinos de la noche"                   | 31 de mayo de 1988      |
| 9   | "Los tragones"                                  | 7 de junio de 1988      |
| 10  | "Mis amigas las plantas"                        | 14 de junio de 1988     |
| 11  | "Robot espantapajarracos"                       | 25 de noviembre de 1988 |
| 12  | "El lobo feroz, Blancanieves y los 40 ladrones" | 28 de diciembre de 1988 |
| 13  | "Correo espacial"                               | 29 de diciembre de 1988 |
| 14  | "Su nombre es Anube"                            | 31 de enero de 1990     |
| 15  | "El círculo musical"                            | 12 de febrero de 1990   |
| 16  | "Yupi se ha marchado"                           | 6 de marzo de 1990      |
| 17  | "Los tripodis"                                  | 21 de junio de 1990     |
| 18  | "Las manzanas"                                  | 1 de octubre de 1990    |
| 19  | "Yupi y los invaseñores"                        | 3 de octubre de 1990    |
| 20  | "Crepundia, el país de los juegos"              | 25 de octubre de 1990   |
| 21  | "El lago de los ensueños"                       | 29 de noviembre de 1990 |
| 22  | "Navidades en el espacio"                       | 26 de diciembre de 1990 |
| 23  | "Una noche especial"                            | 3 de enero de 1991      |
| 24  | "Los Turistas"                                  |                         |
| 25  | "El Pueblo Invisible"                           |                         |
| 26  | "Un Amor Galáctico"                             |                         |

## Libros "Lo que sabe Yupi de..."
La editorial Planeta DeAgostini lanzó una colección de libros infantiles llamada "Lo que sabe Yupi de..." basada en la serie de televisión. La colección está compuesta por un total de 30 tomos cuyos títulos son "Lo que sabe Yupi de...
1. ... el día en que llegó".
2. ... los colores".
3. ... el agua".
4. ... los animales".
5. ... cómo viven".
6. ... los números".
7. ... las cosas".
8. ... las plantas".
9. ... las aventuras".
10. ... las formas".
11. ... el cuerpo".
12. ... el campo".
13. ... las hadas y otros amigos".
14. ... los contrarios".
15. ... los juegos".
16. ... ayer, hoy, mañana".
17. ... la granja".
18. ... las cosas que nunca serán".
19. ... ver, oír, oler, tocar".
20. ... fantasmas y otros monstruos".
21. ... los cuentos".
22. ... la ciudad".
23. ... el cielo".
24. ... el colegio".
25. ... las cosas mágicas".
26. ... por qué".
27. ... dónde".
28. ... cómo".
29. ... cuándo".
30. ... las vacaciones".

## Influencia en la cultura popular
Con el paso de los años, la expresión popular "vivir en los mundos de Yupi" se ha convertido en España en sinónimo de permanecer ajeno a la realidad, como "estar en la parra" o "no tener los pies en el suelo".

## Reparto
- Yupi: Consuelo Molina
- Yupi: Maria Barriuso 3º Temp 1991-1992
- Astrako: Alfonso Vallejo
- Paula: Diana Rubio
- Ernesto: Carlos Manuel Díaz
- Abuela Evelina: Aurora Redondo
- Berta: Isabel Ordaz/Estela Domínguez
- Lola: Encarna Aguerri
- Damián: Pepín Salvador
- Teo: Luis Perezagua
- P-Goto: Sara Matute
- Martín: Luis Barbero
- Anube: Marina Carresi
- Lara: Lara de Miguel
- Jesús: Jesús Martínez
- Pi: Luis Reina
- Tágoras: Carlos Revilla
- Grou: Juan Luis Rovira
- Canica: María Antonia Rodríguez
- Tuco: Rafael Alonso Ronda
- Estiri: José Luis Gil
- Goriloncio el gorila: Ángel Egido
- Glotilde la gallina: Laura Palacios
- Otras voz de doblaje: Joaquín Laira
- Otras voz de doblaje: Ana María Navarrete
- Otras voz de doblaje: Mariví Navarrete
- Otras voz de doblaje: Fernando López
- Otras voz de doblaje: José Luis García
- La Bella Durmiente: Penelope Cruz

- Manipuladora y Voz Tuco, Varios muñecos: Ana de Lima 1990-1992

- Manipulador y Voz Pi, Varios muñecos: Fernando Romera 'Fito' 1990-1992

- Aparecion de actriz, Manipuladora y voz Canica, Varios muñecos: Isabel Castro 1988-1992

- Manipulador y Voz Grou: José Antonio Navarro 1990-1992

- Manipuladora y voz Varios muñecos: Amparo Carvajal 1990-1992

- Manipuladora y voz Varios muñecos: Javier González 1990-1992

- Manipuladora y voz Tágoras, Varios muñecos: Pietro Olivera 1990-1992

- Manipuladora y voz Estiri, Varios muñecos: Juan Manuel Titos 1990-1992